# پدسینا
پِدِسینا (به ایتالیایی: Pedesina) یک شهرستان (کومونه) در ایتالیا است که در استان سوندریو در ناحیهٔ لمباردی واقع شده‌است.

## ویژگی‌ها
پدسینا ۶٫۳ کیلومترمربع مساحت و ۳۳ نفر جمعیت دارد.